# Bianchi (piłkarz)
Bianchi, właśc. Carlos Bianchi da Silva (ur. 13 października 1954 w Santosie) – piłkarz brazylijski, występujący na pozycji środkowego obrońcy.

## Kariera klubowa
Zawodową karierę piłkarską Bianchi rozpoczął w klubie Santos FC w 1973 roku. W Santosie 26 września 1973 w wygranym 6-1 wyjazdowym meczu z Amériką Natal Bianchi zadebiutował w lidze brazylijskiej. Z Santosem dwukrotnie zdobył mistrzostwo stanu São Paulo – Campeonato Paulista w 1973 i 1978 roku. W latach 1978–1980 był zawodnikiem Cruzeiro EC. W latach 1980–1982 był zawodnikiem Athletico Paranaense. Z Athletico Paranaense zdobył mistrzostwo stanu Parana (stan) – Campeonato Paranaense w 1982 roku.
W latach 1983–1984 był zawodnikiem Sporcie Recife. W barwach Sportu Bianchi wystąpił ostatni raz w lidze brazylijskiej 8 maja 1983 w przegranym 1-4 meczu z Clube Atlético Mineiro. Ogółem w latach 1973–1983 w I lidze wystąpił w 98 meczach. Karierę zakończył w Remo Belém w 1986 roku.

## Kariera reprezentacyjna
Bianchi występował w olimpijskiej reprezentacji Brazylii. W 1975 roku zdobył z nią złoty medal Igrzysk Panamerykańskich. Na turnieju w Meksyku wystąpił w dwóch meczach z Nikaraguą i Meksykiem.